# Stenocereus laevigatus
Stenocereus laevigatus ist eine Pflanzenart aus der Gattung Stenocereus in der Familie der Kakteengewächse (Cactaceae). Das Artepitheton laevigatus stammt aus dem Lateinischen und bedeutet ‚geglättet‘.

## Beschreibung
Stenocereus laevigatus wächst baumförmig mit zahlreichen verzweigten Trieben und erreicht Wuchshöhen von 5 bis 7 Meter. Es wird ein deutlicher Stamm ausgebildet. Die aufrechten, schmal säulenförmigen Triebe sind grün bis graugrün. Es sind acht bis zehn gerundete und gewellte Rippen vorhanden. Der einzelne Mitteldorn ist gräulich. Die ebenfalls gräulichen, ausstrahlenden acht Randdornen sind bis zu 1 Zentimeter lang.
Die schmal trichterförmigen, weißen Blüten öffnen sich in der Nacht und bleiben bis in den nächsten Morgen hinein geöffnet. Sie sind bis zu 8 Zentimeter lang. Über die Früchte ist nichts bekannt.

## Verbreitung und Systematik
Stenocereus laevigatus ist im mexikanischen Bundesstaat Chiapas sowie möglicherweise in Guatemala verbreitet.
Die Erstbeschreibung als Cereus laevigatus erfolgte 1850 durch Joseph zu Salm-Reifferscheidt-Dyck. Franz Buxbaum stellte die Art 1961 in die Gattung Stenocereus. Weitere nomenklatorische Synonyme sind Lemaireocereus laevigatus (Salm-Dyck) Borg (1951), Ritterocereus laevigatus (Salm-Dyck) Backeb. (1960) und Rathbunia laevigata (Salm-Dyck) P.V.Heath (1992).

## Nachweise